# 邊境奇譚
《邊境奇譚》（瑞典語：Gräns）是2018年的瑞典劇情片。由阿里·阿巴西執導，主演包括埃娃·梅兰德及埃罗·米洛诺夫。
本片改編自約翰·林德科維斯特的同名短篇小說。故事講述一名能夠聞岀罪惡的「女性」遇上一名同類「男性」而引發的人性、罪惡及愛恨交織。
該片最先於2018年5月10日的坎城影展首映。其後定於2018年10月26日在美國作有限上映。全球賺得77萬美元。
本片於全球引起不少的話題性及爭議性，主要的原因在於其劇情走向離奇難以猜測及題材新穎。而在第91屆奧斯卡金像獎中，此片獲得1項提名，包括最佳化妝與髮型設計獎。

## 發行
2018年5月10日，霓虹娛樂取得電影在美國的發行權。該片定於2018年10月26日於美國有限上映。

## 獎項
| 類別         | 頒獎日期      | 獎項               | 名字         | 結果 |
| ------------ | ------------- | ------------------ | ------------ | ---- |
| 奧斯卡金像獎 | 2019年2月24日 | 最佳化妝與髮型設計 | 《邊境奇譚》 | 提名 |

## 外部連結
- 互联网电影数据库（IMDb）上《邊境奇譚》的资料（英文）
- 豆瓣电影上《邊境奇譚》的資料 （简体中文）